# پرواز ۲۰۲ ایربلو

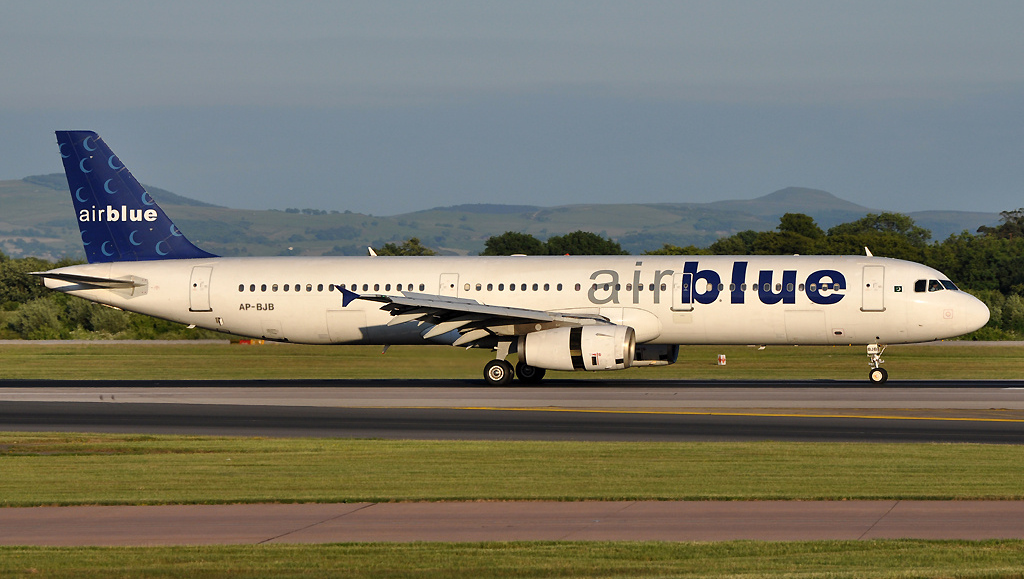
پرواز ۲۰۲ ایربلو

پرواز ۲۰۲ ایربلو، یک پرواز مسافری بود که توسط شرکت هواپیمایی ایربلو انجام شد. این پرواز با یک ایرباس A۳۲۱-۲۰۰ صورت گرفت و در ۶ مرداد ۱۳۸۹ این هواپیما در ارتفاعات جنگلی مارگله در نزدیکی اسلام آباد در کشور پاکستان سقوط کرد. این هواپیمای مسافربری ساعت هفت و پنجاه دقیقه با ۱۵۰ مسافر از کراچی به مقصد اسلام‌آباد به پرواز کرده بود که قبل از رسیدن به مقصد سقوط کرد.